# Кадрус
Кадру́с (фр. Caderousse) — коммуна во французском департаменте Воклюз региона Прованс — Альпы — Лазурный Берег. Относится к кантону Оранж-Уэст.

## Географическое положение

«Ганнибал переправляется через Рону в районе Кадруса» (иллюстрация 1878 года).

Кадрус расположен в 18 км к северу от Авиньона. Соседние коммуны: Оранж на северо-востоке, Монфокон на юге, Л’Ардуаз и Лодан на западе, Кодоле на северо-западе.

### Гидрография
Рона протекает по западной границе Кадруса. На юге коммуну пересекает Эг, впадающий здесь в Рону. Кроме этого по территории коммуны протекают Мен, несколько ручьёв и каналов (в том числе Мэр-де-Керанн).

## Демография
Население коммуны на 2010 год составляло 2735 человек.
| 1962 | 1968 | 1975 | 1982 | 1990 | 1999 | 2010 |
| ---- | ---- | ---- | ---- | ---- | ---- | ---- |
| 1654 | 1667 | 2027 | 2007 | 2260 | 2498 | 2735 |

## Достопримечательности
- Остатки замка дома д’Анкезюна.
- Церковь Сен-Мишель-де-Кадрус, построена в романско-готическом стиле. Строительство началось в XI веке и было завершено в 1527 году.
- Старые ворота города: Порт-д’Оранж на востоке и Порт-де-Кастеллан на северо-западе, возведены в 1863—1866 годы.
- Часовня Сен-Мартен, XI век.

## Галерея

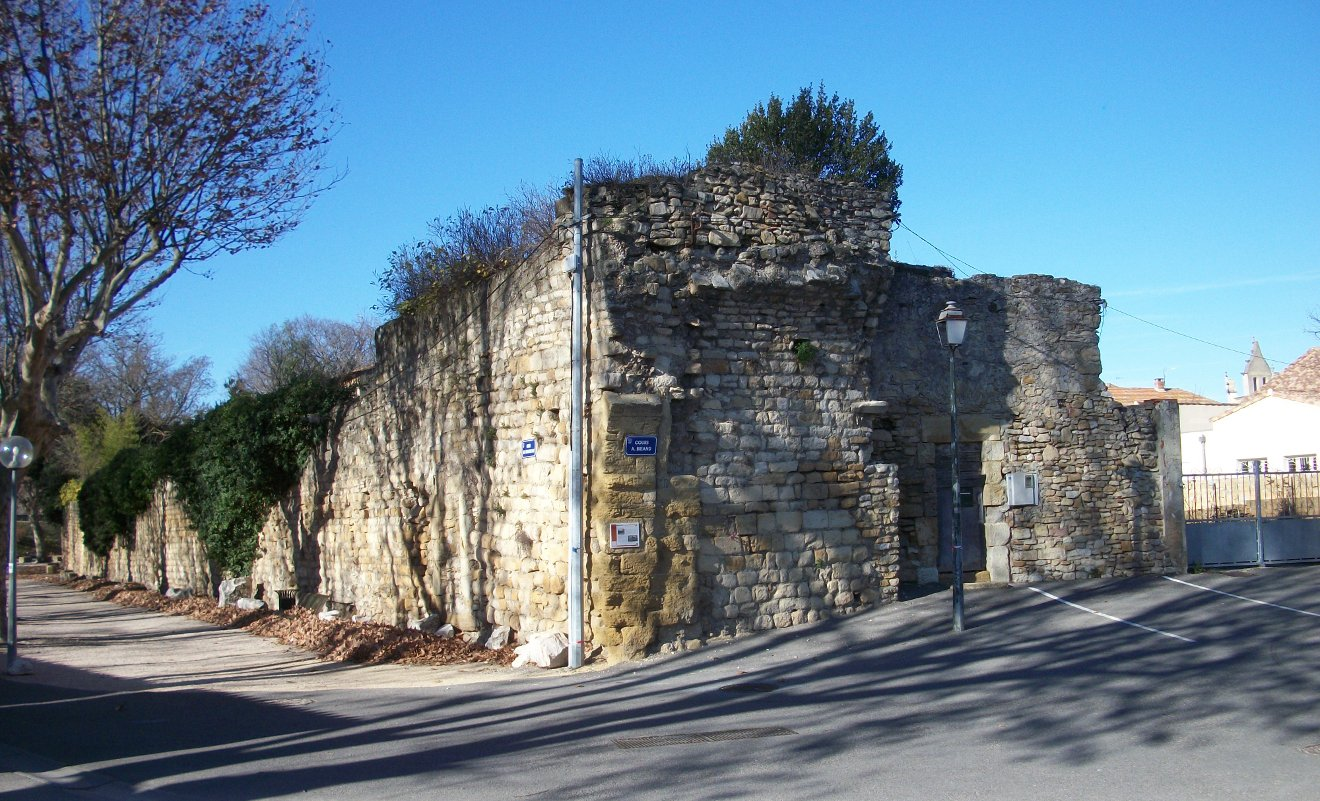
Южная окраина бывшей городской стены
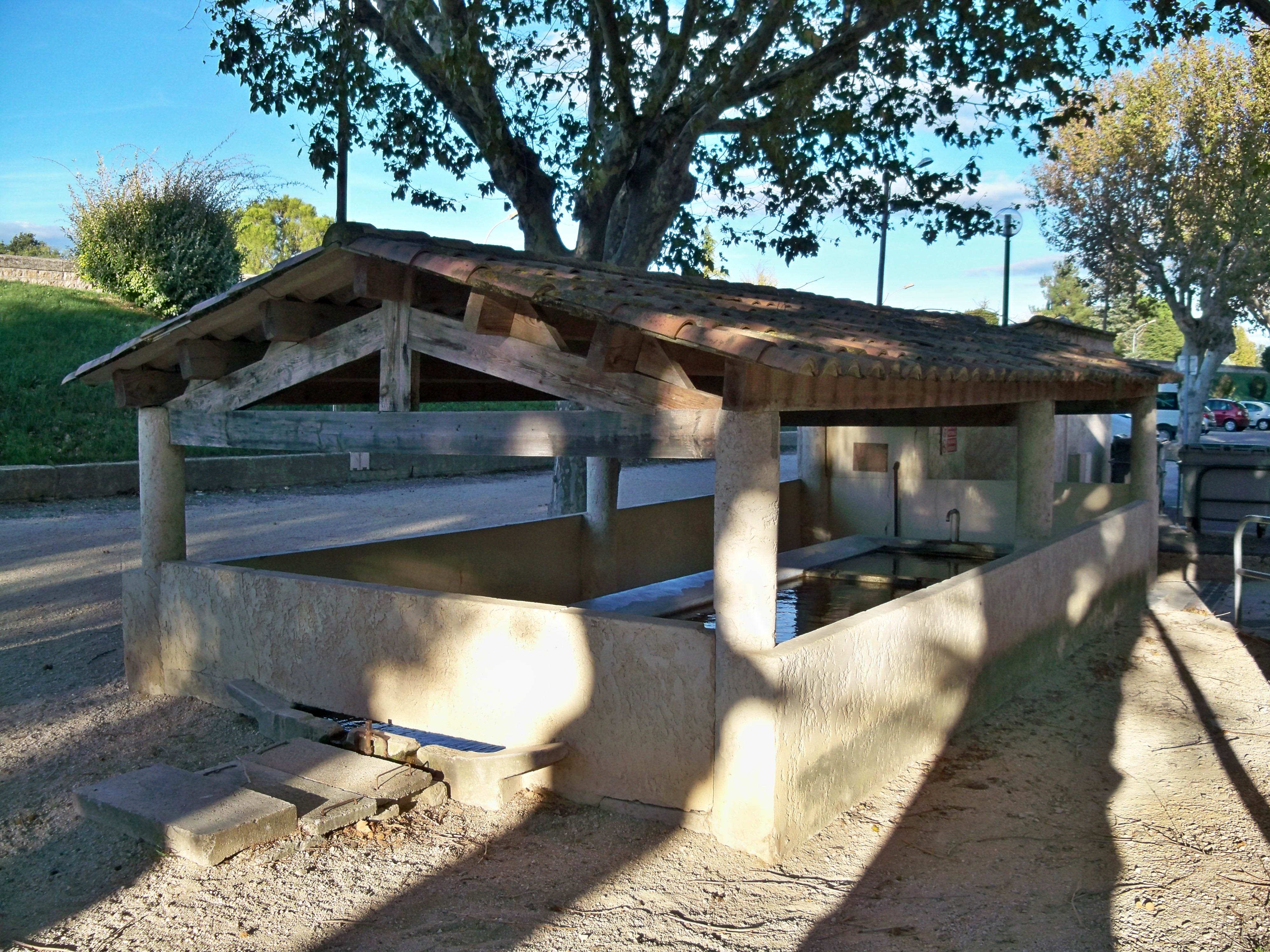
Лавуар Кастеллан
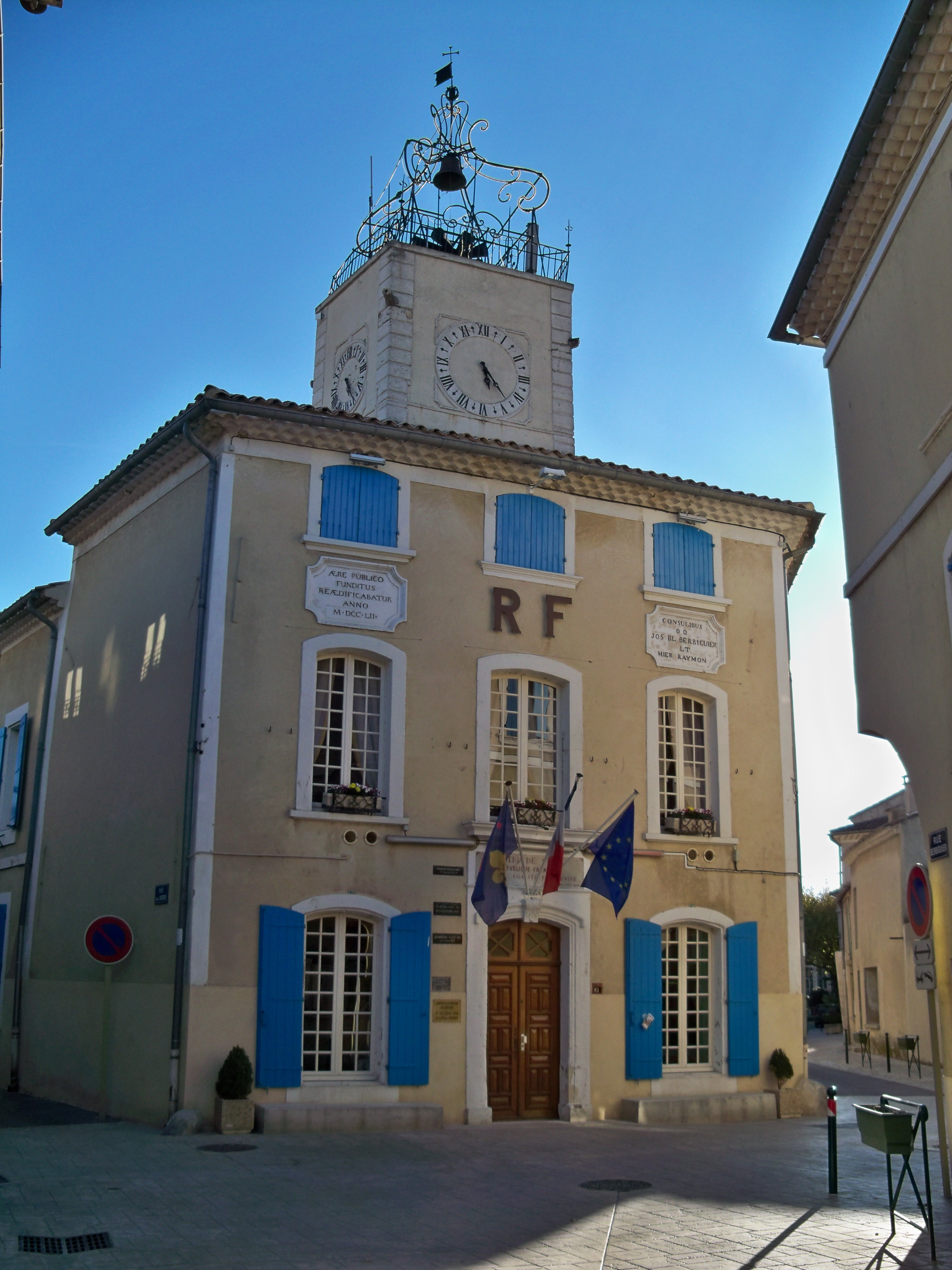
Здание мэрии
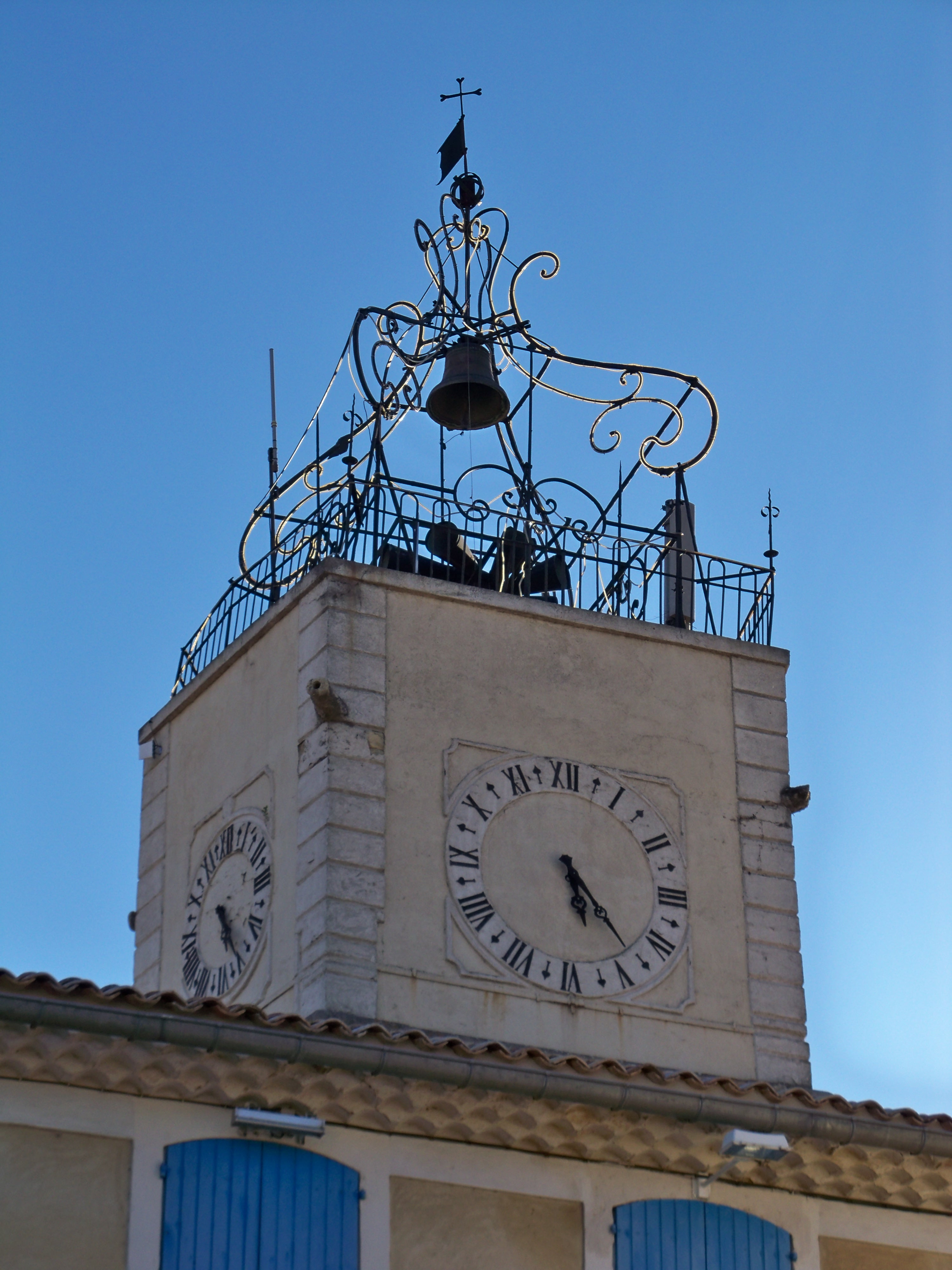
Бефруа над зданием мэрии
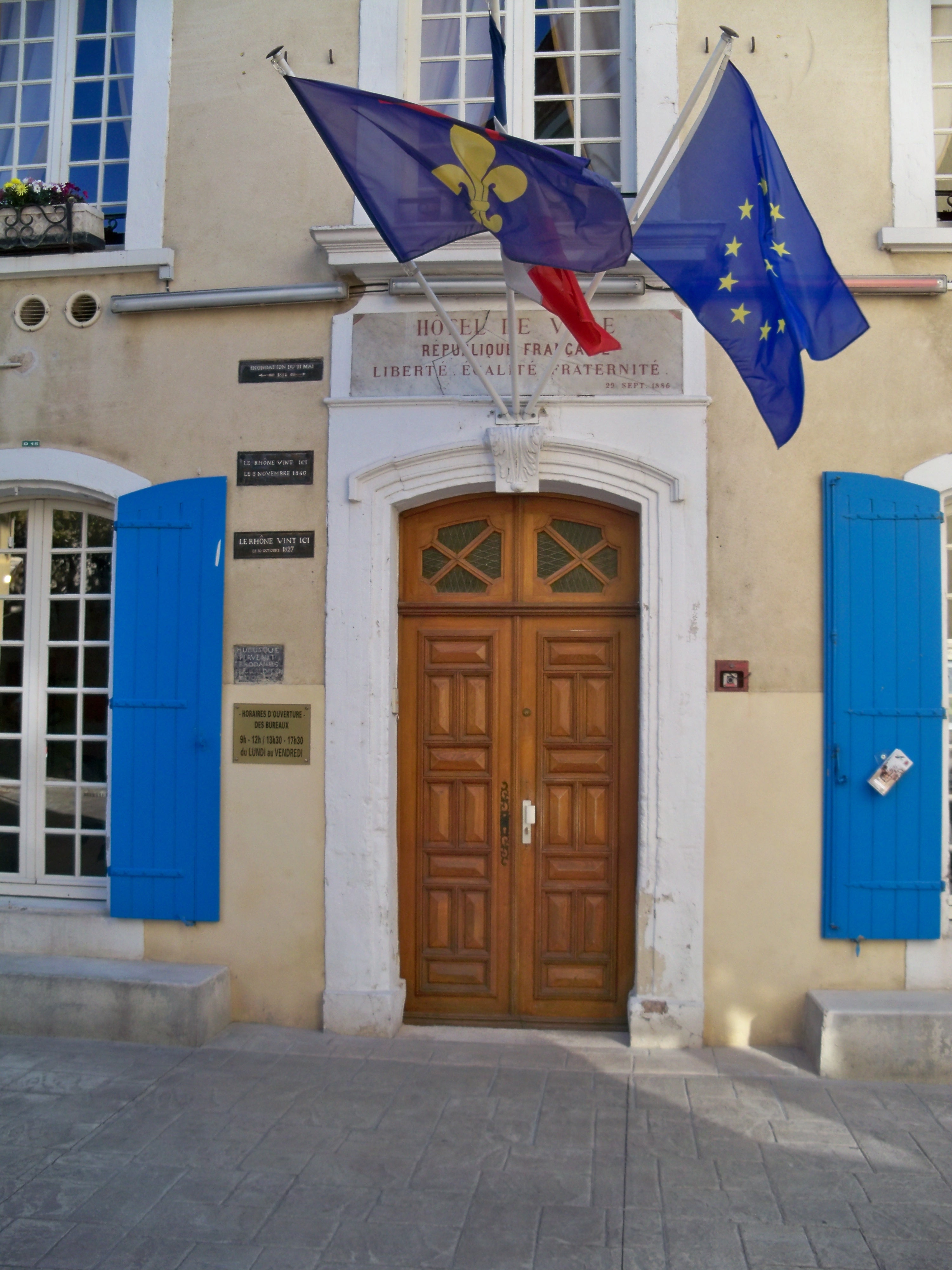
Ворота мэрии
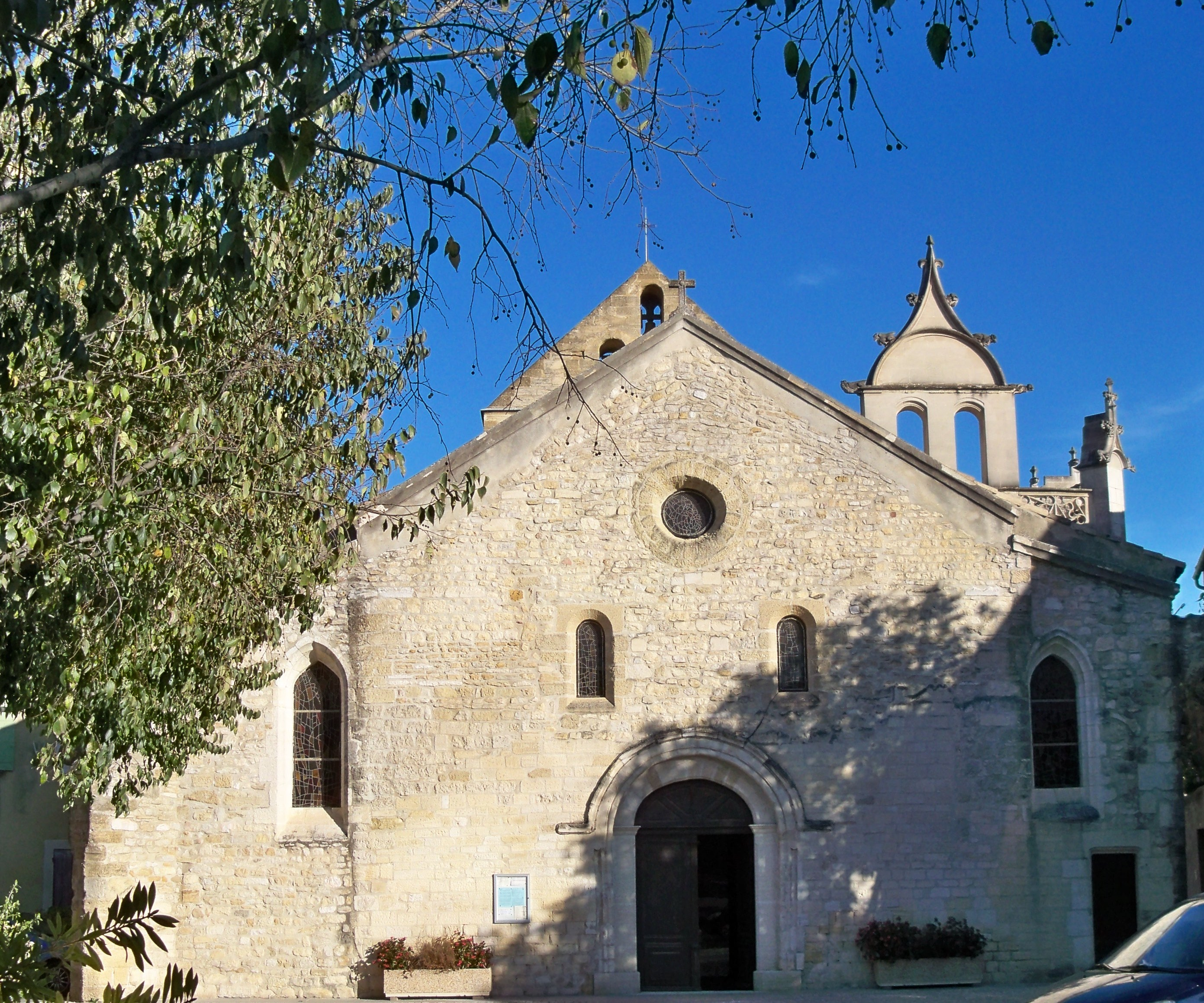
Церковь Сен-Мишель
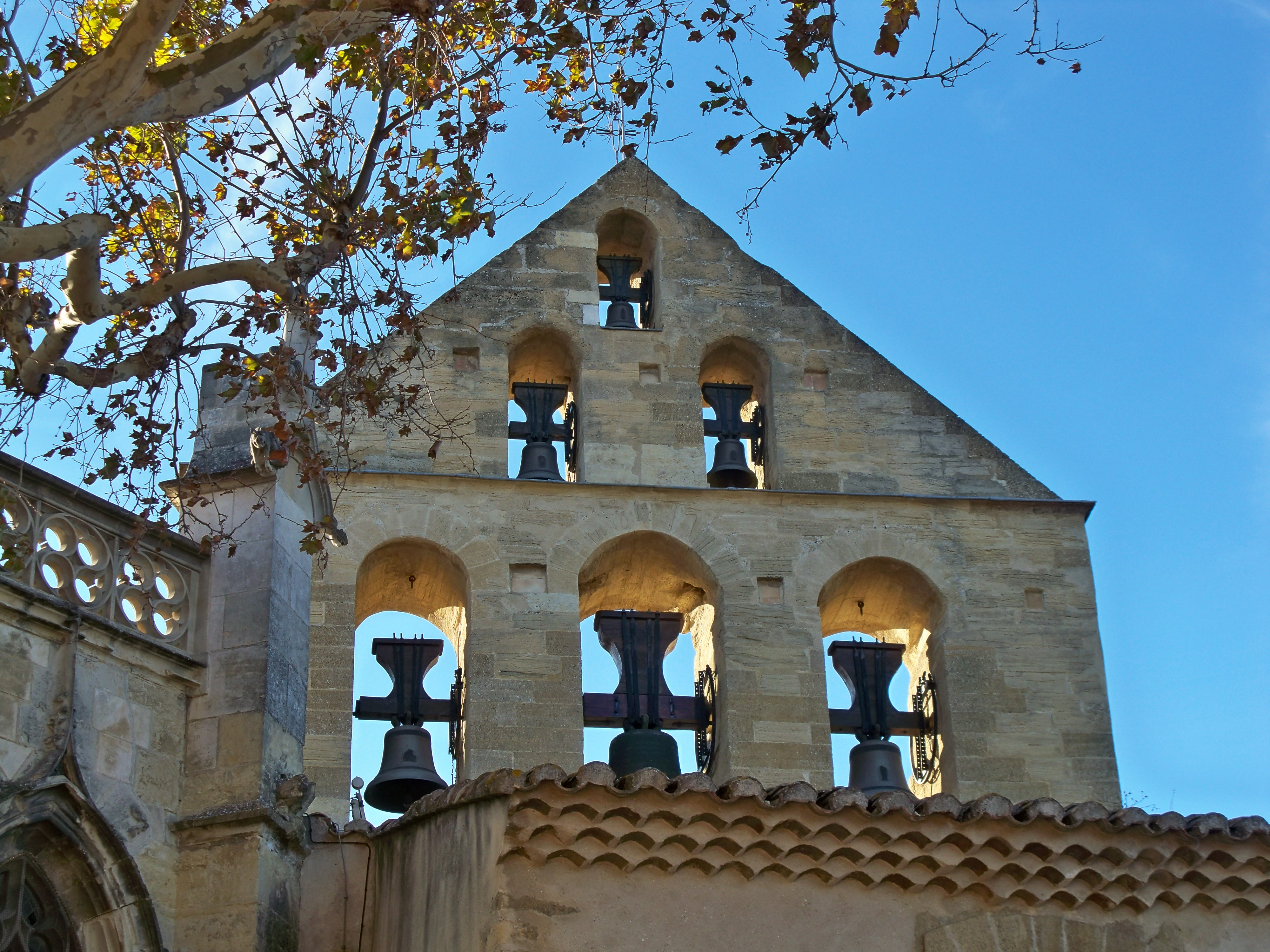
Церковь Сен-Мишель, колокольня
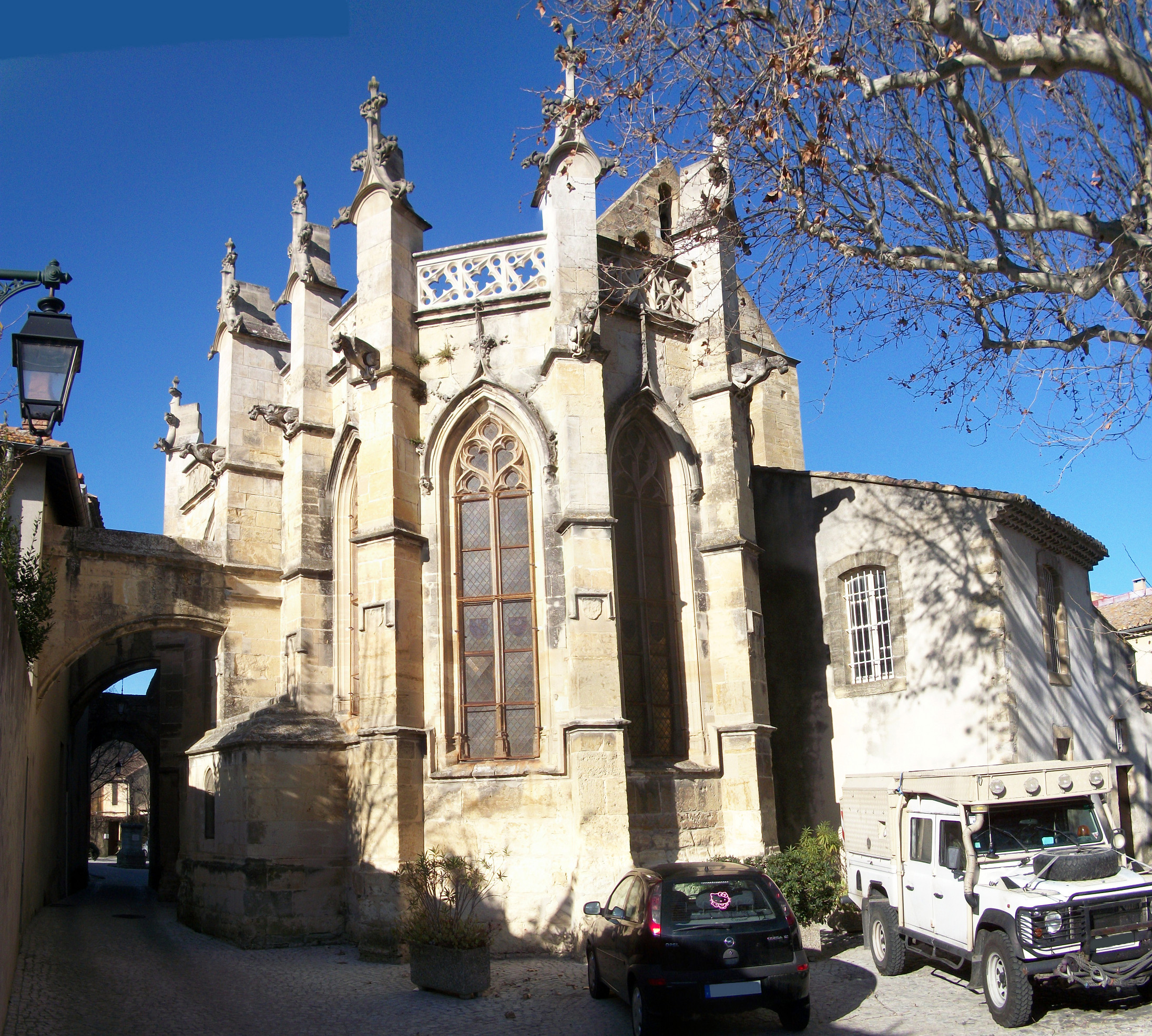
Церковь Сен-Мишель, вид сзади